# Кардея
Карде́я или Карда (лат. Cardĕa, Carda) — древнеримская богиня дверных запоров (крючьев — лат. cardines) и хранительница дома. Её праздником было 1 июня, эта дата была определена Юнием Брутом. Также считается богиней порогов, дверей и особенно дверных шарниров (петель), а также богиня здоровья. Она защищала маленьких детей от вампиров. Овидий говорил о ней, используя религиозную формулу: «в её власти открывать то, что закрыто, и закрывать то, что открыто». Он соотносил её с богиней Карной. Роберт Грейвс называет священным растением Кардеи боярышник.
Овидий в «Фастах» приводит легенду, в которой Кардея спасает младенца Проку Сильвия от стриксов — злых духов в облике птиц. Исследователь Кристофер Макдоно предположил месопотамское происхождение легенды. Указав на её схожесть с рассказами о Ламашту — львиноголовой демонице из аккадской мифологии.